# Souto (Penedono)
Souto ist eine Gemeinde (Freguesia) im portugiesischen Kreis Penedono. In ihr leben 288 Einwohner (Stand 19. April 2021).